# ディー・ディー・ブランチャード殺害事件
ディー・ディー・ブランチャード殺害事件（ディー・ディー・ブランチャードさつがいじけん、英語: Murder of Dee Dee Blanchard）は、米国ミズーリ州スプリングフィールドで発生した殺人事件。

## 概要
2015年6月14日の深夜、ミズーリ州グリーン郡の郡保安官代理が、ディー・ディー・ブランチャード（Dee Dee Blanchard）の遺体を発見した。遺体はスプリングフィールド郊外の自宅の寝室で、数日前に加えられた刺し傷から流れた血の海の中でうつ伏せに横たわっていた。白血病、喘息 、筋ジストロフィー、その他の複数の慢性疾患に苦しみ、早産によって受けた脳損傷のために「7歳児の知的能力」を持っていたとされる彼女の娘、ジプシー・ローズ・ブランチャード（Gypsy Rose Blanchard）の姿は見当たらなかった。
その日の夕方、不安を感じさせるFacebookの投稿を読んで心配した隣人が警察に通報し、ディー・ディーが犯罪の犠牲者となった可能性があり、またジプシー・ローズの車椅子と薬が家に残されていたため、彼女が誘拐された可能性があると報告した。翌日、警察はオンラインで知り合った恋人のニコラス・ゴデジョンと一緒に旅行していたジプシー・ローズをウィスコンシン州で発見した。彼女が実際には大人であり、母親が主張していた身体的および精神的健康問題に苦しんではいないことを捜査官が発表すると、重度の障害を持つ少女の誘拐と考えられていた事件に対する国民の怒りは、衝撃とジプシー・ローズへの同情に取って代わった。
さらなる捜査により、ジプシー・ローズを診察した数名の医師は、主張されていた障害を見つけることができなかったことが判明した。ある医師は、親や介護者が彼らの看護の下にある人物の病気を誇張、捏造、または誘発して、同情や注目を集めようとする精神疾患である代理ミュンヒハウゼン症候群を疑った。ディー・ディーが継母に毒を盛ったと疑っていた家族が、ジプシー・ローズの治療方法についてディー・ディーと対立すると、ディー・ディーは名前をわずかに変えた。それでもなお、多くの人々が彼女の状況を真実だと認め、二人はハビタット・フォー・ヒューマニティ、ロナルド・マクドナルド・ハウス、メイク・ア・ウィッシュなどの慈善団体の援助を受けた。
ディー・ディーは娘に年齢を低く偽るよう強制し、身体障害者で慢性疾患者であるふりをさせていた。彼女に不必要な手術と投薬治療を受けさせ、身体的虐待と心理的虐待によって彼女を支配していた。虚偽性障害の国際的専門家であるマーク・フェルドマン博士は、虐待を受けた子供が親を殺したという事例は、彼の経験の中で初めてであると述べた 。ジプシー・ローズは第二級殺人の罪状を認め、10年の刑に服している。2018年11月に行われた短期間の裁判の後、ゴデジョンは第一級殺人で有罪となり、終身刑に服している。

## 背景

### ディー・ディー・ブランチャードの若年期と結婚
ディー・ディー・ブランチャードは、クローディン・ピトレとしてルイジアナ州チャックベイのガルフコーストの近くで生まれ、家族と共にゴールデン・メドーの近隣で育った。ブランチャードは、クロード・アンソニー・ピトレ・シニアとエマ・ロイス・ギスクレアの娘だった。彼女には5人の兄弟姉妹、クロード・ジュニア、クラウディア、エヴァンス、ドーラ、トッドがいた。
親類の記憶によると、彼女は幼少期に、物事が自分の思い通りにいかなかった時の仕返しとして、しばしば些細な窃盗を働くことがあった。成人期初期のある時期に、彼女は看護助手として働いた。家族は、彼女が1997年に自分の母親に食事を与えずに死なせた可能性があるという疑惑を表明した。
彼女が24歳の時、当時17歳だったロッド・ブランチャードの子供を妊娠した。二人は娘をジプシー・ローズと名付けた。クローディンはジプシーという名前が好きであり、ロッドはガンズ・アンド・ローゼズのファンだったためである。ジプシー・ローズが1991年7月に生まれる直前に、ロッドは（2017年に彼が語ったところによると）「間違った理由で結婚した」ことに気付き、二人は別れた。クローディンは彼とよりを戻そうと努力したが、彼は応じなかったため、彼女は生まれたばかりの娘を彼女の家族の元に連れて一緒に生活を始めた。

### 幼少期
現在も娘と関わりを持ち続けているロッドによると、ジプシー・ローズが生後3か月になる前に、母親は乳児が睡眠時無呼吸症候群を患っていると思い込み、彼女を病院へ連れて行くようになり、夜を徹しての睡眠モニターや他の検査を繰り返したが、病気の兆候は見られなかった。それにもかかわらず、クローディンはジプシー・ローズが広範囲に及ぶ健康問題を抱えていると信じて疑わず、それを詳細不明の染色体異常に起因すると考えていたと彼は回想している。
ジプシー・ローズが7、8歳の頃、彼女は祖父のバイクに乗って軽度の事故に巻き込まれたことを記憶している。彼女は膝に擦り傷を負ったが、母親の言うところによると、この怪我の適切な治療のためにいくつかの手術が必要であるのは明らかだということだった。それ以来、自分で歩ける程度に健康であったにもかかわらず、既に歩行器を使用させられていたジプシー・ローズは、車椅子に縛り付けられることになった。
ジプシー・ローズはたびたび両親と一緒にスペシャルオリンピックスのイベントに行った。2001年、ディー・ディーがジプシー・ローズを8歳（実際は10歳）と言っていた頃、ジプシー・ローズはニューオーリンズのマルディグラで行われる子供向けのパレードであるミッドシティ・クルーの名誉女王に指名された。
ジプシー・ローズは2年生の後は学校に行っていないと思われるが、早くて幼稚園の頃から行っていない可能性もある。おそらく彼女の病気が非常に重いという理由で、その後は母親は彼女を自宅で教育した。ジプシー・ローズは、『ハリー・ポッター』の本を通じて、何とか自分自身で読むことを学んだ。
ジプシー・ローズの父ロッドが再婚していた間、クローディンは父親と継母が住む家に引っ越した。彼らは後に、クローディンが継母のために食事を準備する際、食べ物に除草剤のラウンドアップを入れ、この期間中に継母の慢性疾患を誘発させたと主張した。その間、彼女は不渡り小切手を出す等の、いくつかの軽犯罪で逮捕された。家族たちがジプシー・ローズの治療について日常的に彼女と対立するようになり、継母の健康と彼女の関係について疑念を表すようになると、彼女はジプシー・ローズを連れてルイジアナ州スライデルに移った。その後まもなく、継母の健康状態は正常に戻った。
スライデルでは、彼女とジプシー・ローズは公営住宅に住んでいた。彼女たちの生活は、想定されていた娘の病気によってクローディンが受給している生活保護と、ロッドが支払う養育費によって賄われていた。彼女たちはほとんどの時間を、主にテュレーン医療センターとニューオーリンズ小児病院のさまざまな専門家を訪ね、ジプシー・ローズが患っているとクローディンが主張する病気、それは今や聴力と視力の問題をも含むようになったが、それらの治療法を探すことに費やした。ジプシー・ローズが患っているとクローディンが主張していた筋ジストロフィーの兆候が筋生検では見つからなかったが、彼女はその他にあるとされる娘の病気の治療法を確保することに成功した。ジプシー・ローズが数か月ごとに発作を起こしたと彼女が医師に言うと、彼らは抗てんかん薬を処方した。この期間にジプシー・ローズにいくつかの手術が行われ、クローディンは軽度の疾患のために日常的にジプシー・ローズを救急救命室に連れて行った。
2005年8月にハリケーン・カトリーナがこの地域を壊滅させた後、クローディンとジプシー・ローズは破壊されたアパートを去り、ルイジアナ州コヴィントンにある特別支援を必要とする人のために設けられた避難所へ移った。クローディンは、出生証明書を含むジプシー・ローズの医療記録が洪水で失われたと述べた。その場にいたオザーク高原出身の医師は、彼女たちが故郷のミズーリ州に移住することを提案し、翌月に彼女たちは飛行機で移された。

### ミズーリ州への移住
当初、クローディンとジプシー・ローズは、州の南西部にあるオーロラ市の賃貸住宅に住んでいた。その間、ジプシー・ローズは2007年のチャイルド・オブ・ザ・イヤーとして、栄養チューブを使用する患者の権利を擁護するOley Foundationによって表彰された。2008年、スプリングフィールドの北側から東側にかけた大規模プロジェクトの一環として、ハビタット・フォー・ヒューマニティは彼女たちのために車椅子用のスロープと浴槽を備えた小さな家を建て、彼女たちはそこに転居した。カトリーナによる破壊から避難せざるを得なかった重度の障害者の娘を持つシングルマザーの物語は、地元のメディアからかなりの注目を集め、地域コミュニティは今や通称クローディネア・ブランチャード、そしてディー・ディーという名前で知られるようになった女性をたびたび援助した。
余りあるほどの支援の一部は多額の慈善寄付金であった。ルイジアナ州にいた頃は、母と娘は診察の予約中にロナルド・マクドナルド・ハウスに時折宿泊する程度であった。ミズーリ州ではハビタットが彼女たちのために建てた家に加え、カンザスシティの医師の診察を受けるための無料の航空便、ウォルト・ディズニー・ワールドへの無料招待旅行、メイク・ア・ウィッシュ を通じたミランダ・ランバートのコンサートのバックステージ・パス（そこで彼女と歌手が一緒に写っている写真が頻繁に撮影された）等を受け取った。ロッド・ブランチャードは毎月1,200ドルの養育費の支払いを続け、ジプシー・ローズにプレゼントを送ったり、時折彼女と電話で話したりした（18歳の誕生日に電話をかけた際、ディー・ディーは、娘は「自分を14歳だと思っている」ため、彼女に本当の年齢を言わないように念を押したことを彼は回想している）。
ロッドと彼の2番目の妻は、定期的にスプリングフィールドの彼女たちの家を訪問したいと考えていたが、さまざまな理由でディー・ディーは予定を変更した。彼女はスプリングフィールドの隣人に、ジプシー・ローズの父親は虐待的な麻薬とアルコールの中毒者であり、娘の健康問題に対処することを諦めており、彼女たちに金をまったく送らないと語っていた。
ジプシー・ローズに出会った多くの人々は彼女に魅了された。彼女の150センチメートルの身長、ほとんど歯のない口、大きな眼鏡、高くて子供っぽい声は、母親の言うすべての問題を彼女が抱えているという認識を強めるものだった。彼女は毛の無い頭を隠すために、よくかつらや帽子をかぶった。母親は脱毛した化学療法患者に似せるために、定期的にジプシー・ローズの頭を剃った。母親は娘に、投薬治療で髪の毛が抜けてしまうので、事前に剃ってしまうのが一番良いと言っていたとされている。彼女たちが外出する際、ディー・ディーはよく酸素ボンベと栄養チューブを持ち運んだ。ジプシー・ローズは、子供用の液体栄養補助食品のPediaSureを20代になっても与えられていた。
ディー・ディーは娘を支配するために身体的虐待を行っていた。他人がいるところでは常に娘の手を握っていた。ジプシー・ローズが、本当は病気ではないことを示唆するようなことや、彼女の知的能力とされている以上のことを言うたびに、母親は非常に強い力で彼女の手を握り締めた。彼女たちが二人きりの時は、ディー・ディーは平手打ちかハンガーで彼女を叩いた。
医療介入は続いた。ディー・ディーはジプシー・ローズのよだれを抑制するために、唾液腺の一部をボトックスで治療し、完全に摘出した。後にジプシー・ローズは、母親が医師の診察前に表面麻酔薬を使用して歯茎を麻痺させることにより、よだれを止まらないようにさせたと主張した。ジプシー・ローズの歯は、唾液腺の欠損と抗発作薬の副作用により前歯の大部分が虫歯になり、抜かれてブリッジに換えられた。耳炎とされるおびただしい感染症を抑制するために、耳にはチューブが埋め込まれた。

### 欺瞞的言動に対する疑念
スプリングフィールドでジプシー・ローズを診察した小児神経科医のベルナルド・フラスタースタインは、筋ジストロフィーの診断に疑いを持つようになった。彼はMRIと血液検査を指示したが、異常は見つからなかった。ジプシー・ローズが立ち上がって自分の体重を支えているのを見た後、彼は外来通院の際に「彼女が歩かない理由がまったく分からない」とディー・ディーに告げた。フラスタースタインは、ディー・ディーは病歴の管理に関してずさんだったと記している。ニューオーリンズのジプシー・ローズの医師たちに連絡した後、彼はジプシー・ローズの元の筋生検が陰性に戻ったことを知り、筋ジストロフィーについてのディー・ディーの自己報告診断、およびジプシー・ローズのすべての記録が洪水によって損なわれたという彼女の主張は崩された。彼は代理ミュンヒハウゼン症候群の可能性を疑った。ディー・ディーは細工してフラスタースタインの記録にアクセスし、それ以降ジプシー・ローズを彼の診察に連れて行くのを止めた。
フラスタースタインはディー・ディーについて社会福祉課に報告し、経過観察は行わなかった。彼は、他の医師から二人を「金の手袋」で治療するように言われ、また関係当局は彼のことを信じないだろうと述べた。2009年、匿名の電話によって、ディー・ディーが自分と娘に偽名と虚偽の生年月日を使用していることと、ジプシー・ローズの健康状態は主張されている状態よりも良いことが警察に伝えられた。これを受けて行われた健康診断を担当した警官は、虐待的な元夫が彼女とジプシー・ローズを見つけるのを難しくするために偽の情報を使用したというディー・ディーの説明を受け入れ、ロッドに聴取を行うことなく、ジプシー・ローズは本当に知的障害を持っているように見えると報告した。こうしてファイルは閉じられた。

### 高まるジプシー・ローズの独立心
ディー・ディーは、少なくとも一度は娘の出生証明書のコピーを偽造し、彼女がまだ10代であるという主張を支えるために生年月日を1995年に書き換えたようである。ジプシー・ローズはその後のインタビューで、彼女は15年間本当の年齢がわからなかったと述べた。またディー・ディーは、オリジナルの出生証明書がカトリーナの後の洪水の際に失われたと主張することもあった。実際には、ディー・ディーはジプシーの本物の出生証明書のコピーを保管していた。ある時、病院に診察を受けに来た際にジプシー・ローズがそれを目にして混乱したが、ディー・ディーは誤植だと説明したと彼女は回想している。
2001年以来、ジプシー・ローズは車椅子でも溶け込みやすいSF大会やファンタジーのコンベンションに参加し、時にはコスプレをすることもあった。2011年のイベントの際にジプシー・ローズは母親から逃げようとしたが、その試みは娘がオンラインで出会った男性と一緒にホテルの部屋にいるのを母親が見つけた時に終わった。ディー・ディーは再度、ジプシー・ローズのより若い誕生日の偽の書類を作り、警察に通報すると脅した。後にジプシー・ローズは、ディー・ディーがハンマーでコンピューターを破壊し、ジプシー・ローズが再び逃げようとした場合には指に同じことをすると脅したことを回想している。また彼女は、ジプシーに手錠をかけてベッドに2週間拘束した。ディー・ディーは後に、ジプシー・ローズが心神喪失状態にあることを申告する書類を警察に提出したと言い、ジプシー・ローズが助けを求めて警察に駆け込んでも彼らは信じようとしないと彼女に思い込ませた。
ジプシー・ローズは母親の厳しい監視を避けるために、母親が就寝した後にインターネットを使っていたが、2012年頃、ジプシー・ローズはウィスコンシン州ビッグ・ベンドに住む同年代のニコラス・ゴデジョンという男性とオンラインで連絡を取っていた（彼女によると、二人は独身クリスチャンのグループで出会った）。ゴデジョンは、いくつかの問題を抱えていた。公然わいせつ罪の犯罪歴と精神疾患の病歴があり、時には解離性同一性障害もしくは自閉症であると言われることもあった。
隣人で23歳のアレア・ウッドマンシーは、ジプシー・ローズが自分の年齢に近いことを知らず、自分自身を「姉」と考えていた。2014年、ジプシー・ローズはウッドマンシーに、彼女とゴデジョンが駆け落ちについて話し合い、将来の子供たちに付ける名前を選んでいたことを打ち明けた。ジプシー・ローズは5つのFacebookアカウントを持っており、ゴデジョンとオンラインでいちゃついたり、彼がより興味を持っている（とジプシー・ローズが後に主張した）BDSMの要素を用いたやりとりをすることも時折あった。ウッドマンシーは依然として、ジプシー・ローズは若過ぎてオンラインのセクシャル・プレデターに利用されてしまう可能性があると考えており、やめるように説得しようとしていた。彼女はジプシー・ローズの計画を、単なる「空想と夢であり、このようなことが本当に起こるわけがない」と考えていた。ディー・ディーは娘がインターネットを使用できないようにしようとするあまり、娘の電話とノートパソコンを破壊するまでに至ったが、ジプシー・ローズは彼女がシェアした投稿を印刷して保管していたウッドマンシーと2014年まで連絡を取り続けた。
翌年、ジプシー・ローズはスプリングフィールドでゴデジョンと母親を会わせる計画を立て、彼に費用を支払った。その計画は、ジプシー・ローズとディー・ディーが二人ともコスプレをして映画館にいる時にゴデジョンと偶然出会い、見掛け上それをきっかけとして交際を始めることになり、彼を母親に紹介するというものだった。ゴデジョンによると、二人が初めて直接会うとすぐにジプシー・ローズは彼をトイレに連れて行き、そこでセックスをした。しかし彼女は、直接会った彼をオンラインでの印象ほど魅力的に思わなかったようである。彼女は後に、彼は「気味が悪かった」と述べている。二人はインターネット上での交流を続け、そしてディー・ディーを殺す計画を立て始めた。

## 殺害
ゴデジョンは2015年6月にスプリングフィールドに戻り、ジプシー・ローズと彼女の母親が診察の予約ために外出している間に到着した。彼女たちが家に帰り、ディー・ディーが眠りについた後、彼はブランチャード宅に行った。ジプシー・ローズは彼を家の中に入れ、ディー・ディーを殺すために使うだろうと考えて用意したダクトテープ、手袋、ナイフを彼に渡したとされている。後にジプシー・ローズは、彼が本当に殺人を実行できるとは期待していなかったと主張した。
ジプシー・ローズはトイレに隠れ、母親の叫び声が聞こえないように耳をふさいだ。そしてゴデジョンは、眠っているディー・ディーの背中を数回刺した。二人はジプシー・ローズの部屋でセックスをし、ディー・ディーが元夫の養育費の小切手を換金して家に置いていた現金4千ドルを持ち出した。彼らはスプリングフィールド市外のモーテルに逃げ、数日間滞在して次の行動を計画した。その間、いくつかの地元の店の防犯カメラに彼らの姿が映った。その時点でのジプシー・ローズは、二人は自分たちの犯罪から何とか逃げることができたと思っていた。彼らは殺人に使った凶器を持ったまま捕まることを避けるために、それらをウィスコンシンのゴデジョンの家へ郵送し、バスに乗った。グレイハウンドの停留所に向かう二人を数人が目撃しており、彼らはジプシー・ローズが金髪のかつらを身に着け、自力で歩いていたと述べた。

## 捜査と逮捕
ディー・ディーのFacebookアカウントから送信された不安を感じさせる投稿を見た友人たちは、何かがおかしいと感じた。電話に誰も出なかったため、友人の何人かは家まで行った。彼らは二人がしばしば診察のために予告なしで家を空けることを知っていたが、ジプシー・ローズの車椅子を置けるように改造されたディー・ディーの車（日産・キューブ）が家に駐車してあるのが見えたため、病院に出かけているのではなさそうだった。窓に貼られていた保護フィルムにより、暗い場所では中が見えにくくなっていた。家の中から応答がなかったため、彼らは警察に緊急通報した。警察が到着した時、彼らは入る前に捜査令状が発行されるのを待たなければならなかったが、居合わせた隣人の一人に窓をよじ登って中を見ることを許可した。家の中は荒れた様子もなく静かで、またジプシー・ローズのすべての車椅子が置いてあるのが見えた。
捜査令状が発行されると警察は家に入り、すぐにディー・ディーの遺体を発見した。彼女の葬式と、場合によってはジプシー・ローズの葬式の費用を援助するためのGoFundMeのアカウントが作られた。ブランチャード家を知る者は皆、最悪の事態を恐れた。ジプシー・ローズは危害を加えられていないとしても、車椅子、薬、酸素ボンベや栄養チューブなどの支援機器が無ければ絶望的だと思われた。
ブランチャード宅の芝庭に集まった人々の中にいたウッドマンシーは、ジプシー・ローズについて知っていることと、彼女の秘密のオンラインの恋人について警察に話した。彼女は保管していた印刷物を警察に見せ、その中には彼の名前も含まれていた。その情報に基づいて、警察はディー・ディーのアカウントへの投稿が行われたIPアドレスを追跡するようFacebookに要請した。そのアドレスはウィスコンシン州内のものであることが判明し、翌日、ウォキショー郡の警察がビッグ・ベンドのゴデジョンの家を急襲した。彼とジプシー・ローズはともに投降し、殺人と重罪の武装犯罪行為の罪で拘留された。
ジプシー・ローズが無事だったというニュースは、スプリングフィールドに安堵をもたらした。彼女とゴデジョンはすぐに送還され、100万ドルの保釈金が設定された。しかしニュースを発表するにあたり、グリーン郡の保安官ジム・アーノットは、「物事は必ずしも見た目どおりとは限らない」と警告した。スプリングフィールドのメディアはすぐに、ジプシー・ローズは病気を患っておらず、いつでも歩くことができ、母親は彼女にふりをさせていて、彼女をコントロールするために身体的虐待を用いていた、といったブランチャードの人生の真相を報道した。アーノットは、捜査官が詐欺の規模を査定し終えるまで、この家族に寄付しないよう人々に要請した。

## 公判
ディー・ディーがジプシー・ローズを長年にわたってどのように扱ってきたかが明らかにされた後、暴行殺人の被害者としてのディー・ディーへの同情は、長期にわたる児童虐待の被害者である彼女の娘への同情へと急速に変わった。第一級殺人罪にはミズーリ州法において死刑、または終身刑が科せられるが、郡検察官のダン・パターソンはこの事件を「異例かつ異常」と称し、ジプシー・ローズかゴデジョンのいずれかに対してはそれを適用しないと即座に発表した。彼女の弁護士がルイジアナでの彼女の医療記録を入手すると、彼はジプシー・ローズの第二級殺人罪の答弁取引を得た。ジプシー・ローズは栄養不足だったため、その年の間は郡刑務所にいた。弁護士が後にバズフィードに語ったところによると、ほとんどの彼のクライアントは刑務所で痩せるが、彼女は実に6.4キログラムも体重を増やした。2015年7月、彼女は答弁取引の合意を受け入れ、10年の刑を宣告された。
検察官はゴデジョンが殺人謀議を開始したと主張したため、彼はさらに重い罪の嫌疑をかけられた。彼とジプシー・ローズの両者が、実際にディー・ディーを殺した者は彼であることに同意した。彼女の答弁取引の合意により、彼女は彼に対して証言をする必要が無かった。2017年1月、検察官が2回目の精神鑑定を要請したため、彼の裁判は延期された。彼の弁護士は、彼の知能指数は82であり、自閉症スペクトラム障害を持っていると主張し、心神耗弱を示唆した。当初、彼は非陪審審理を望んでいたが、同年6月に考えを変えた。
2017年12月、裁判官はゴデジョンの公判を2018年11月に設定した。冒頭陳述において、検察官はゴデジョンが1年以上かけて犯罪を計画したと主張した。弁護士は彼の自閉症を指摘し、ジプシー・ローズが犯罪を計画し、彼女を熱愛していたゴデジョンは彼女に頼まれるがままに殺人を犯したと述べた。翌日、検察官は凶器のナイフとともに、犯行の1週間前に彼らが交わしたテキストメッセージを陪審員に提示した。彼らはさまざまなペルソナを使い分けてメッセージを交わしており、時には露骨な性的表現を含むものもあった。いくつかのメッセージでは、彼はディー・ディーの寝室と睡眠習慣の詳細な説明をジプシー・ローズに求めていた。これらは、彼の逮捕後に行われた警察による尋問の記録映像によって補足された。この映像の中で、彼はディー・ディーを殺したことを認めていた。
ジプシー・ローズは公判の3日目に証言した。彼女は虐待を終わらせるために母親を殺すよう実際にゴデジョンに提案した一方で、ゴデジョンの子供を宿せばディー・ディーは彼を受け入れざるを得なくなることを期待して、妊娠することも考えていたと述べた。ウォルマートでの買い物の際、彼女は最終的にゴデジョンに与えたナイフと一緒にベビー服を盗んでおり、どちらの計画も進めることが可能だった。しかし、妊娠の計画についての彼の考えをゴデジョンが話すことは一度もなかったと彼女は述べている。
4日後、事件は陪審に送られた。陪審員は、過失致死罪、第二級殺人罪、第一級殺人罪という3つの殺人罪の1つにおいて、ゴデジョンを無罪または有罪とする選択肢を持っていた。約2時間の評議の後、彼らは評決と共に戻り、ゴデジョンは第一級殺人と武装犯罪行為で有罪となった。
2019年2月、ゴデジョンは殺人の有罪判決で終身刑を宣告された。検察官が死刑を求めることを拒否しため、終身刑が唯一可能な選択肢であった。ゴデジョンは、彼はジプシー・ローズと「盲目的に恋に落ちた」と述べ、武装犯罪行為について、最低刑期が3年のみとなる情状酌量をデイビッド・ジョーンズ判事に求めた。ゴデジョンはその容疑について、終身刑と並行した25年の刑を宣告された。
またジョーンズ判事は、ゴデジョンの弁護士であるドウェイン・ペリーによる新たな裁判の申し立てを拒否した。ペリーは、殺人が起きた夜にゴデジョンがディー・ディーをレイプすることを考えたということを陪審員の耳に入れるべきではなかった、また、心神耗弱を立証するためにゴデジョンの精神分析医が証言するべきだったところを、州の精神分析医が証言するべきではなかったと異議を唱えた。判事は申し立てを否定するにあたり、控訴裁判所は後者の点を重要であると判断し、可逆的エラーと見なす可能性があると認めた。

## 影響と反応

### 地域
いつも母親と娘を気をかけていた隣人たちは、自分たちがいかに欺かれてきたかを大いに省みることになった。アレア・ウッドマンシーは、ジプシー・ローズとゴデジョンの関係についての情報を警察に伝え、その情報はディー・ディーの遺体が発見された翌日に二人を発見する手掛かりとなったが、ジプシー・ローズは病気でも障害者でもなかったと聞き、不信感のあまり泣き叫んだと言った。彼女の母親は、誰もが証拠を求めずにディー・ディーの主張を受け入れたことを思い出し、母親と娘が隣人たちの騙されやすさを密かに笑っていたのではないかと考えた。前夜に家に代理保安官を呼んだキム・ブランチャード（近親者ではない）は、「私は何を信じていたのか? どうしてそんなに愚かだったのか?」と言った。発表にもかかわらず、ブランチャードがディー・ディーのために企画し、死体が発見された次の日の夜にスプリングフィールドの中心街で行われたキャンドルライト・メモリアルには60人が参加した。
ブランチャード家の物語の真相を発表する記者会見において、アーノット保安官は、「スプリングフィールドでは……私たちは与え合うコミュニティーであり、私たちは愛と融資とともに、それらを必要としているであろう人を取り囲んでいる。しかし、私たちは何度となく騙される。この事件を前にすると、これは今や真実なのだと私は思う」と述べた。彼らを支援した慈善団体のうち、この事件について話したのは1つのみであった。ハビタット・フォー・ヒューマニティのボランティアは他の者と協力して彼らの町にブランチャードの家を建てたが、その広報担当者は、「私たちは本当に、心底、この全体的な状況に心を痛めている」と述べた。しかし、ディー・ディーがこの組織を簡単に欺いたかどうかを判断するには時期尚早であった。

### 家族
数年前にジプシー・ローズの治療についてディー・ディーと対立した彼女のルイジアナの家族は、彼女の死を悔やむことはなかった。彼女の父親、継母、そしてジプシー・ローズが初めて車椅子に縛り付けられた時に彼女の実際の健康状態の詳細を最初に知った甥は、ディー・ディーは自業自得の運命を辿ったのであり、ジプシー・ローズは十分罰せられたと語った。彼らは葬式代を払ったり、遺灰を引き取ったりしようとはしなかった。最後には、彼女の父親と継母が遺灰をトイレに流した。
ジプシー・ローズの父親のロッド・ブランチャードは、それほど批判的ではない。彼はバズフィードに「ディー・ディーの問題は、彼女が蜘蛛の巣のように張り巡らされた嘘をつき始めたことであり、そうなるとその後は逃げ場が無くなってしまう。竜巻が始まったようなものだ」と語った。彼はジプシー・ローズが自分の力で歩いているビデオを初めて見て喜んだ。

### ジプシー・ローズ
| 「 | 母と暮らすよりも、刑務所の中の方が自由に感じる。なぜなら今、私は普通の女性のように生きることを許されているからだ。 | 」 |

現在ミズーリ州のチリコシー矯正センターで刑に服しているジプシー・ローズは、答弁を終えるまでメディアに語ろうとはしなかった。彼女はBuzzFeedの記者ミッシェル・ディーンに、彼女は刑務所のコンピュータで代理ミュンヒハウゼン症候群について調べることができたのだが、母親にはすべての症候があてはまったと語った。「彼女は実際に病気にかかった人にとっては完璧なママだったと思う」とジプシー・ローズは言った。彼女は、自分が歩いたり固形食を食べたりすることができると知っていたにもかかわらず、彼女が癌を患っているというディー・ディーの主張を信じて、習慣的な剃髪に同意した。しかし、彼女は医師たちが策略を見破るのを常に期待していた。そして、フラスタースタイン以外にそのような医師が誰もいなかったことに失望していた。
自分の置かれた状況から逃げ出したいと思った理由をディーンが尋ねると、ジプシー・ローズは2011年のSFコンベンションでの出来事を思い出した。彼女はそこで、なぜ自分は他の人々と同じように同年代の友達を持つことを許されていないのかを疑問に思った。彼女は母親の殺害についての二人の無意味な話し合いをゴデジョンが現実のものとしたと言う一方で、自分が犯罪を犯したこと、そしてその結果を背負って生きていかなければならないことを受け入れている。それでもなお、彼女は刑務所の中で以前よりも自由に感じ、他の虐待の犠牲者を助けることを望んでいる。
専門家のマーク・フェルドマンによると、代理ミュンヒハウゼン症候群による虐待の犠牲者は、根強い不信感を抱くため、後の人生において医師や病院を避けることが多い。彼女の家族、ディーン、そして映画製作者のエリン・リー・カーによると、ジプシー・ローズの人生の大半におけるロールモデルは彼女の母親であり、彼女も母親と同じ社会病質的な心理操作的行動を時折示すことがある。フェルドマンは自身も登場しているカーのドキュメンタリーを見た後、「既に彼女は心理的に本当に危険な状態にあり、彼女は最大限の家族の支えと援助を必要とするだろう」とVultureに語った。また彼は、彼女の持続的成長においてPTSDが問題となる可能性が高いことを指摘している。「彼女がどこを定住先に選ぼうとも、支援的な心理療法を施す意志のある人物が見つかることを願っている」と彼は語った。

### 医学界
ジプシー・ローズは自力で歩くことができると考えていた小児神経科医のフラスタースタイン博士は、代理ミュンヒハウゼン症候群を疑ったとノートに記していたが、それまでに彼が遭遇したそのような可能性のある症例はたった1例しかなかったと言っている。彼はジプシー・ローズと彼女の恋人によるディー・ディーの殺害を、2015年後半に元看護師からメールで送られたニュース記事で知った。「可哀そうなジプシー。彼女は何の理由もなくずっと苦しんでいたのだ」と彼は言った。彼は、自分ができたことをもっとしてあげたらよかったとディーンに語った。
フェルドマンは、カーのドキュメンタリーについてVultureで語った際、フラスタースタインを物語のヒーローのように見せたとしてカーを非難した。「彼は、虐待やネグレクトが疑われる場合の報告の法的要件だけではなく、医師としての義務についても致命的な誤解をしていた」とフェルドマンは語った。この映画は、虐待が疑われる場合に彼に児童保護サービスへの報告義務があったことを認めているが、フェルドマンによると、代理ミュンヒハウゼン症候群を可能性のある診断リストに入れた時点で彼には報告する義務があった。「この難問は無数の事例の中で生まれている。患者を診断して他人には言えない疑問を抱いたまま治療を進めるか、または他の専門医を紹介して患者を見捨てる事例はおそらく数え切れないほどある」。
ディー・ディーは故人のため、彼女の代理ミュンヒハウゼン症候群の正式な診断は物理的に不可能だが、フェルドマンはこの事例について知っていることに基づいて、ディー・ディーは発症していたと自信を持って言えると、ジプシー・ローズの有罪答弁の後でSpringfield News-Leaderに語った。「ジプシーは幼児化され、同世代の仲間たちから遠ざけられた。彼女は、ディー・ディーが望むように世渡りするための道具にすぎなかったのだ」と彼は言った。彼は、虐待された子供がジプシーのように虐待した親を殺したというケースは、この疾患を研究していた24年間で「前例がない」と述べた。

## 大衆文化

### 映画
HBOは、殺人事件と代理ミュンヒハウゼン症候群との関係について、エリン・リー・カーが監督したドキュメンタリー映画"Mommy Dead and Dearest"を制作した。この映画には、尋問の映像と、ニコラス・ゴデジョンと収監されたジプシー・ローズの独占インタビューが含まれている。2017年5月15日に公開された。

### テレビ番組
CBSのトーク番組"Dr. Phil"の"Mother Knows Best: A Story of Munchausen by Proxy and Murder"（母親が一番よく知っている：代理ミュンヒハウゼン症候群と殺人の物語）の回では、ジプシー・ローズ、彼女の父親と継母のインタビューを特集した。2017年11月21日に放送された。
ABCのニュース情報番組『グッド・モーニング・アメリカ』では、2018年1月5日の"Mother of All Murders"（究極の殺人）のコーナーで、刑務所にいるジプシー・ローズの独占インタビューが放送された。（予告編）.
ABCのドキュメンタリ－番組″20/20″の″The Story of Gypsy Blanchard″（ジプシー・ブランチャードの物語）のエピソードでは、刑務所からジプシー・ローズの中継インタビューが初めて行われ、またニコラス・ゴデジョンのインタビューも放送された。
ソニー・エンターテインメント・テレビジョンのTVシリーズ"CID"では、事件の設定をインドに変え、ジプシー・ローズとディー・ディーを元にしたアリアとアーンチャルというキャラクターが登場する"Death on Social Media"（ソーシャルメディアでの死）というタイトルのエピソードを2017年8月13日に放送した。
Investigation Discoveryのシリーズ"James Patterson's Murder is Forever"のシーズン1の第2話"Mother of All Murders"が2018年1月29日に放送された。
またInvestigation Discoveryは、"Gypsy's Revenge"（ジプシーの復讐）というタイトルの2時間の特別ドキュメンタリーも放送している。収監中のジプシー・ローズが母親との関係についてインタビューを受け、ジプシーの父親、親戚、友人たちや公務員たちもインタビューされている。
「実際に起きた出来事に着想を得ている」として事件をドラマ化した"Love You to Death"がライフタイムで2019年1月に放送された。マーシャ・ゲイ・ハーデンがディー・ディーに相当するキャラクターを演じ、エミリー・スケッグスがジプシー・ローズ、ブレナン・キール・クックがゴデジョン、テイト・ドノヴァンがロッドにそれぞれ相当する役を演じた。ハーデンは、「この事件のことを考えると思い浮かぶことは、ティーンエイジャーは皆、両親を殺したくなる時があるいうこと」とTV Insiderに語った。2019年1月27日、ハーデンとスケッグスの舞台裏インタビューが追加された「特別版」が放送された。このインタビューの中で、スケッグスは髪が無い役を演じるために無毛のかつらをかぶったと語っている。
2018年、動画配信サービスHuluは、犯罪ドキュメンタリーシリーズの"The Act"の制作を発表した。この8話からなるミニシリーズは、ミッシェル・ディーンによる2016年のバズフィードの記事に基づいている。ディーンは、第1シーズンのエグゼクティブ・プロデューサーおよび原作者である。ジョーイ・キングがジプシー・ローズを演じている。彼女は役のために頭を剃った。女優のパトリシア・アークエットがディー・ディーを演じている。"The Act"は2019年3月20日に放映開始された。
Netflixの2019年のWebテレビシリーズ『ザ・ポリティシャン』では、登場人物のインフィニティ・ジャクソン、リカルド、ダスティ・ジャクソンがそれぞれジプシー・ローズ、ニコラス・ゴデジョン、ディー・ディーを元にしている。